# Fremont (Ohio)
Fremont es una ciudad ubicada en el condado de Sandusky en el estado estadounidense de Ohio. En el Censo de 2010 tenía una población de 16734 habitantes y una densidad poblacional de 754,35 personas por km².

## Geografía
Fremont se encuentra ubicada en las coordenadas 41°21′11″N 83°6′56″O / 41.35306, -83.11556. Según la Oficina del Censo de los Estados Unidos, Fremont tiene una superficie total de 22.18 km², de la cual 21.62 km² corresponden a tierra firme y (2.56%) 0.57 km² es agua.

## Demografía
Según el censo de 2010, había 16734 personas residiendo en Fremont. La densidad de población era de 754,35 hab./km². De los 16734 habitantes, Fremont estaba compuesto por el 80.73% blancos, el 8.27% eran afroamericanos, el 0.24% eran amerindios, el 0.32% eran asiáticos, el 0.02% eran isleños del Pacífico, el 5.31% eran de otras razas y el 5.1% pertenecían a dos o más razas. Del total de la población el 16.13% eran hispanos o latinos de cualquier raza.